# 李汎
李汎（？—？），字彦夫，號鏡山，直隸徽州府祁門縣人，明朝政治人物。

## 生平
弘治十一年（1498年）戊午科應天府鄉試第四名舉人。弘治十八年（1505年）中式乙丑科會試第三百三十一名，二甲第十四名進士。授工部主事。历郎中。出知思恩府，时瑶、壮少数民族暴乱，泛单骑宣谕，就抚者三万余人，边境悉宁。会有忌其功者，引疾归。

## 家族
曾祖李宗榮；祖父李育□；父李□，義官。母方氏。永感下。